# Cruz Vermelha (Lisboa)
O Bairro da Cruz Vermelha é um bairro da cidade de Lisboa, freguesia do Lumiar. É um bairro social em abrangente crescimento, onde existem focos de criminalidade e pobreza[carece de fontes?].
Foi construído na segunda metade da década de 60 do século XX, numa iniciativa assistencialista da Cruz Vermelha Portuguesa e da Câmara Municipal de Lisboa. O bairro era inicialmente composto por casas unifamiliares geminadas, construídas com materiais precários e baratos e destinava-se a famílias carenciadas e vítimas de desastres naturais.
Na década de 70 o bairro foi ampliado com a construção de vários edifícios colectivos no espaço existente entre o bairro da Cruz Vermelha e o bairro da Musgueira Norte. Parte dos edifícios foram ocupados ainda em construção após a revolução de 25 de Abril de 1974. Actualmente o bairro da Cruz Vermelha é composto apenas por edifícios colectivos e integra-se no Plano de Urbanização do Alto do Lumiar, comercialmente conhecido por Alta de Lisboa.